# クラウス・リーゼンフーバー
クラウス・リーゼンフーバー（ドイツ語: Klaus Riesenhuber、1938年6月29日 - 2022年3月31日）は、ドイツ出身の哲学者、思想史研究者。ローマ・カトリック司祭、イエズス会士。上智大学文学部哲学科名誉教授、同大学中世思想研究所 元 所長。1991年から1999年まで放送大学客員講師も務めた。

## 経歴
出生から修学期
1938年、ドイツのフランクフルトの名門家庭に生まれた。ザンクト・ゲオルゲン哲学・神学大学 (Philosophisch-Theologische Hochschule Sankt Georgen) で哲学を学んだが、1958年にイエズス会に入会するため中退。その後、ベルヒマンスコレー大学で哲学を学び始めた。1962 年から 1967 年まで、ミュンヘン大学で哲学を専攻。副専攻として心理学や基礎神学をマックス・ミューラーやカール・ラーナーのもとで学んだ。1967 年にトマス・アクィナスに関する論文を提出して博士号を取得。
来日
1969年から2009年まで上智大学で教鞭をとった。1989年に学位論文『中世における自由と超越：人間論と形而上学の接点を求めて』を上智大学に提出して神学博士号を取得。2022年3月31日、肺炎により帰天。

## 研究内容・業績
専門は西洋中世の哲学・神学、初期ドイツ観念論と現象学。また、上智大学内で禅の指導をするなど、日本文化とキリスト教の融合を図る。哲学者として生涯を人生の意味の問題に費やした。
日本語を話したが、著述はもっぱらドイツ語で行い、村井則夫らの翻訳を介して著作を発表している。『中世思想原典集成』の編者として日本におけるヨーロッパ中世思想の紹介に大きな貢献をなした。

## 家族・親族
- 兄：ハインツ・リーゼンフーバー (Heinz Riesenhuber)はドイツキリスト教民主同盟所属のドイツ連邦議会議員。研究技術大臣もつとめた。「私は頭が悪いから政治家になったが、弟（クラウス）はずば抜けて頭が良かったので神に仕えることになった」と語っている。

## 著作
著書
- 『中世における自由と超越：人間論と形而上学の接点を求めて』創文社(上智大学中世思想研究所中世研究叢書) 1988
- 『西洋古代中世哲学史』矢玉俊彦訳、放送大学教育振興会 1991
  - 選書化 平凡社ライブラリー 2000
- 『中世哲学の源流』村井則夫ほか訳、創文社(上智大学中世思想研究所中世研究叢書) 1995
- 『内なる生命：霊的生活への導き』聖母の騎士社(聖母文庫) 1995
- 『われらの父よ：「主の祈り」を生きるために』教文館 1996
- 『中世思想史』(中世思想原典集成 別巻) 村井則夫訳、平凡社 2002
  - 選書化 平凡社ライブラリー 2003
- 『超越に貫かれた人間：宗教哲学の基礎づけ』創文社(長崎純心レクチャーズ) 2004
- 『知解を求める信仰』ドン・ボスコ社, 2004.6／聖母文庫 2016
- 『中世における理性と霊性』村井則夫訳、知泉書館(上智大学中世思想研究所中世研究叢書)  2008
- 『近代哲学の根本問題』村井則夫監訳、知泉書館(上智大学中世思想研究所中世研究叢書) 2014
- 『中世哲学の射程：ラテン教父からフィチーノまで』村井則夫編訳、平凡社ライブラリー, 2024
- 『存在と思惟：中世哲学論集』山本芳久編・解説、村井則夫・矢玉俊彦訳、講談社学術文庫 2024[4]

著作集
- 『クラウス・リーゼンフーバー小著作』(全6巻) 釘宮明美編、知泉書館 2015-2021

1. 1巻『超越体験 宗教論』
2. 2巻『真理と神秘 聖書の黙想』
3. 3巻『信仰と幸い キリスト教の本質』
4. 4巻『思惟の歴史 哲学・神学的小論』
5. 5巻『自己の解明 根源への問いと坐禅による実践』
6. 6巻『キリストの現存の経験』2021

- 『禅とキリスト教：クラウス・リーゼンフーバー提唱集』知泉書館, 2022.5

共編著
- 『トマス・アクィナス研究：没後700年記念論文集』松本正夫・門脇佳吉共編、創文社 1975
- 『中世における知と超越 思索の原点をたずねて 稲垣良典教授の退官を記念して』谷隆一郎・山本耕平・荒井洋一共編、創文社 1992
- 『西田幾多郎全集 新版』(全24巻) 竹田篤司・小坂国継・藤田正勝編集委員、岩波書店 2009